# Martigny-les-Gerbonvaux
Pour les articles homonymes, voir Martigny (homonymie).
Martigny-les-Gerbonvaux est une commune française située dans le département des Vosges en région Grand Est.

## Géographie

### Localisation

#### Communes limitrophes
Les villages proches de Martigny-les-Gerbonvaux sont :
- Ruppes à 3,2 km,
- Jubainville à 4 km,
- Punerot à 4,2 km,
- Tranqueville-Graux à 4,3 km,
- Clérey-la-Côte à 4,8 km.

L'altitude de Martigny-les-Gerbonvaux est de 315 mètres environ. Sa superficie est de 904 hectares. Sa latitude est de 48,445 degrés nord. Sa longitude de 5,793 degrés est.
| Ruppes                     |                          | Punerot            |
|                            | Marrtigny-les-Gerbonvaux | Tranqueville-Graux |
| Soulosse-sous-Saint-Élophe | Autigny-la-Tour          |                    |

### Géologie et relief
La commune se compose de 556,35 hectares de territoires agricoles (62,30 %) et 336,95 hectares de forêts et milieux semi-naturels (37,73 %).

### Hydrographie et les eaux souterraines
Hydrogéologie et climatologie : Système d’information pour la gestion des eaux souterraines du bassin Rhin-Meuse :
Territoire communal : Occupation du sol (Corinne Land Cover); Cours d'eau (BD Carthage),
Géologie : Carte géologique; Coupes géologiques et techniques,
 Hydrogéologie : Masses d'eau souterraine; BD Lisa; Cartes piézométriques.
La commune est située dans le bassin versant de la Meuse au sein du bassin Rhin-Meuse. Elle n'est drainée par aucun cours d'eau,.

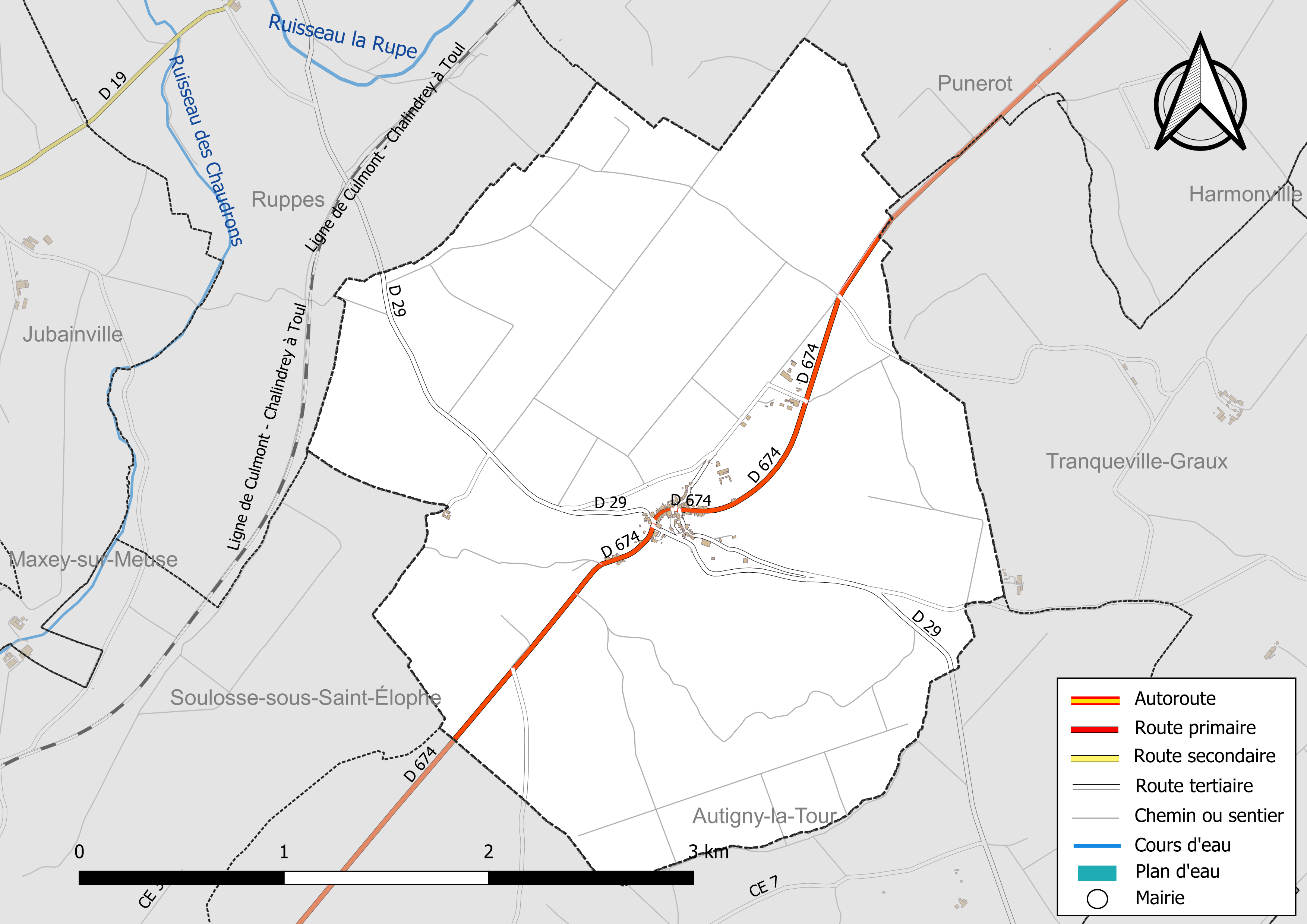
Réseaux hydrographique et routier de Martigny-les-Gerbonvaux.

### Climat
Pour des articles plus généraux, voir Climat du Grand Est et Climat des Vosges.
En 2010, le climat de la commune est de type climat de montagne, selon une étude du Centre national de la recherche scientifique s'appuyant sur une série de données couvrant la période 1971-2000. En 2020, Météo-France publie une typologie des climats de la France métropolitaine dans laquelle la commune est exposée à un climat océanique altéré et est dans la région climatique  Lorraine, plateau de Langres, Morvan, caractérisée par un hiver rude (1,5 °C), des vents modérés et des brouillards fréquents en automne et hiver.
Pour la période 1971-2000, la température annuelle moyenne est de 9,4 °C, avec une amplitude thermique annuelle de 16,6 °C. Le cumul annuel moyen de précipitations est de 974 mm, avec 13,1 jours de précipitations en janvier et 9,4 jours en juillet. Pour la période 1991-2020, la température moyenne annuelle observée sur la station météorologique de Météo-France la plus proche, « Rollainville », sur la commune de Rollainville à 10 km à vol d'oiseau, est de 10,3 °C et le cumul annuel moyen de précipitations est de 860,3 mm. 
La température maximale relevée sur cette station est de 39,6 °C, atteinte le 25 juillet 2019 ; la température minimale est de −18,2 °C, atteinte le 20 décembre 2009,,.
Les paramètres climatiques de la commune ont été estimés pour le milieu du siècle (2041-2070) selon différents scénarios d'émission de gaz à effet de serre à partir des nouvelles projections climatiques de référence DRIAS-2020. Ils sont consultables sur un site dédié publié par Météo-France en novembre 2022.

## Urbanisme

### Typologie
Au 1er janvier 2024, Martigny-les-Gerbonvaux est catégorisée commune rurale à habitat dispersé, selon la nouvelle grille communale de densité à sept niveaux définie par l'Insee en 2022.
Elle est située hors unité urbaine. Par ailleurs la commune fait partie de l'aire d'attraction de Neufchâteau, dont elle est une commune de la couronne,. Cette aire, qui regroupe 72 communes, est catégorisée dans les aires de moins de 50 000 habitants,.

### Occupation des sols
L'occupation des sols de la commune, telle qu'elle ressort de la base de données européenne d’occupation biophysique des sols Corine Land Cover (CLC), est marquée par l'importance des territoires agricoles (62,2 % en 2018), une proportion identique à celle de 1990 (62,2 %). La répartition détaillée en 2018 est la suivante :
terres arables (54,9 %), forêts (37,7 %), prairies (7,3 %), milieux à végétation arbustive et/ou herbacée (0,1 %). L'évolution de l’occupation des sols de la commune et de ses infrastructures peut être observée sur les différentes représentations cartographiques du territoire : la carte de Cassini (XVIIIe siècle), la carte d'état-major (1820-1866) et les cartes ou photos aériennes de l'IGN pour la période actuelle (1950 à aujourd'hui).

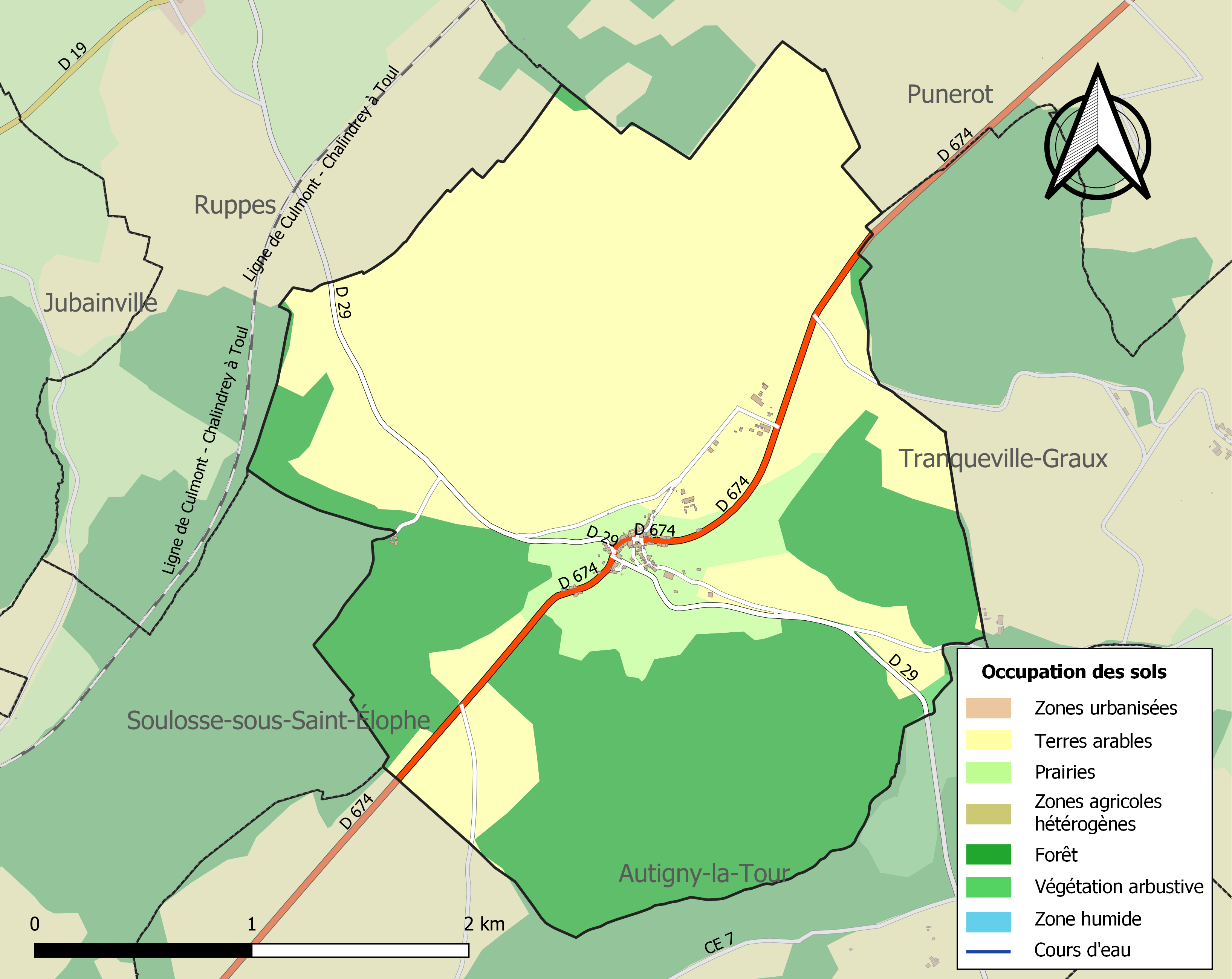
Carte des infrastructures et de l'occupation des sols de la commune en 2018 (CLC).

## Toponymie
Le nom de la localité est attesté sous les formes Martiné (1261) ; Martignie (1262) ; Martigney (1327) ; « De Martigneyo prope Novum Castrum» (1402) ; Marthigney (1474) ; Martigny (1594) ; Martigny prez Gerbonvaulx (XVIe siècle) ; Martignei (XVIIe siècle) ; Martigny-lès-Gerbonvaux (1711) ; Martigny-en-Lorraine, Martigny-Saint-Léger.

La préposition « lès » permet de signifier la proximité d'un lieu géographique. En règle générale, il s'agit d'une localité qui tient à se situer par rapport à un autre lieu. Par exemple, le bourg de Martigny indique qu'il se situe près de hôpital de Gerbonvaux.

## Histoire
À l'époque gallo-romaine, Martigny était déjà un lieu de passage, situé sur la voie de Langres à Metz.
En 1261, Geoffroy, seigneur de Bourlémont,, se porte acquéreur de la maison de Gilbonval et décide d'en faire un hôpital destiné à recevoir les malades et les passants,.

## Politique et administration

### Budget et fiscalité 2023

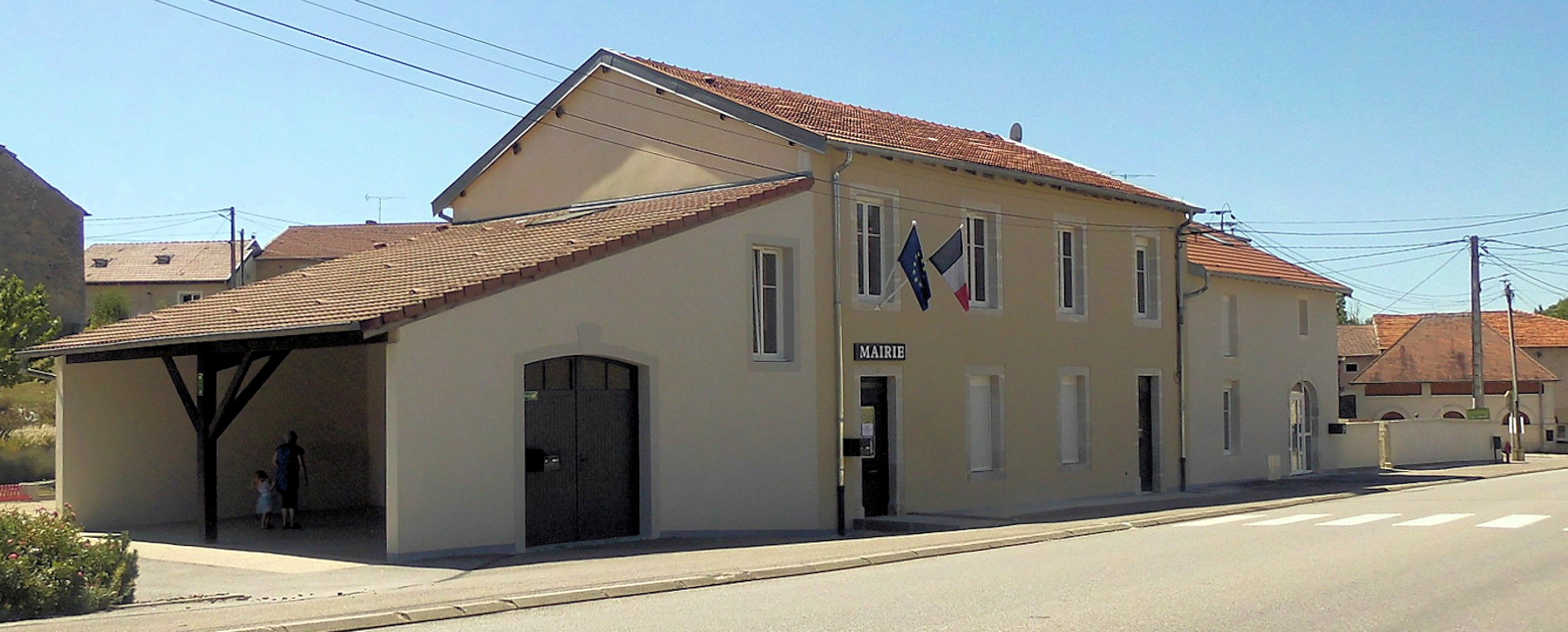
La mairie.

En 2023, le budget de la commune était constitué ainsi :
- total des produits de fonctionnement : 107 000 €, soit 950 € par habitant ;
- total des charges de fonctionnement : 92 000 €, soit 814 € par habitant ;
- total des ressources d'investissement : 175 000 €, soit 1 550 € par habitant ;
- total des emplois d'investissement : 61 000 €, soit 544 € par habitant ;
- endettement : 145 000 €, soit 1 279 € par habitant.

Avec les taux de fiscalité suivants :
- taxe d'habitation : 11,67 % ;
- taxe foncière sur les propriétés bâties : 32,93 % ;
- taxe foncière sur les propriétés non bâties : 10,29 % ;
- taxe additionnelle à la taxe foncière sur les propriétés non bâties : 0,00 % ;
- cotisation foncière des entreprises : 0,00 %.

Chiffres clés Revenus et pauvreté des ménages en 2021 : médiane en 2021 du revenu disponible, par unité de consommation : 19 960 €.

### Liste des maires
| Période                                  | Période    | Identité                 | Étiquette | Qualité                  |
| ---------------------------------------- | ---------- | ------------------------ | --------- | ------------------------ |
| Les données manquantes sont à compléter. |            |                          |           |                          |
| avant 1988                               | ?          | Thaddée Kaczor           |           |                          |
| 1996                                     | avril 2014 | Jean Magnier (1935-2016) |           | Délégué médical retraité |
| avril 2014                               | En cours   | Jenny Willemin           |           | Assistante maternelle    |

## Population et société

### Démographie

#### Évolution démographique
L'évolution du nombre d'habitants est connue à travers les recensements de la population effectués dans la commune depuis 1793. Pour les communes de moins de 10 000 habitants, une enquête de recensement portant sur toute la population est réalisée tous les cinq ans, les populations de référence des années intermédiaires étant quant à elles estimées par interpolation ou extrapolation. Pour la commune, le premier recensement exhaustif entrant dans le cadre du nouveau dispositif a été réalisé en 2006.

En 2022, la commune comptait 116 habitants, en évolution de +8,41 % par rapport à 2016 (Vosges : −2,96 %, France hors Mayotte : +2,11 %).
| 1793 | 1800 | 1806 | 1821 | 1831 | 1836 | 1841 | 1846 | 1856 |
| ---- | ---- | ---- | ---- | ---- | ---- | ---- | ---- | ---- |
| 288  | 296  | 325  | 216  | 347  | 358  | 387  | 377  | 389  |

| 1861 | 1866 | 1876 | 1881 | 1886 | 1891 | 1896 | 1901 | 1906 |
| ---- | ---- | ---- | ---- | ---- | ---- | ---- | ---- | ---- |
| 396  | 376  | 355  | 349  | 331  | 320  | 317  | 277  | 246  |

| 1911 | 1921 | 1926 | 1931 | 1936 | 1946 | 1954 | 1962 | 1968 |
| ---- | ---- | ---- | ---- | ---- | ---- | ---- | ---- | ---- |
| 240  | 197  | 194  | 192  | 187  | 154  | 162  | 137  | 124  |

| 1975 | 1982 | 1990 | 1999 | 2006 | 2011 | 2016 | 2021 | 2022 |
| ---- | ---- | ---- | ---- | ---- | ---- | ---- | ---- | ---- |
| 111  | 117  | 118  | 126  | 124  | 120  | 107  | 113  | 116  |

### Enseignement
Établissements d'enseignements :
- Écoles maternelles et primaires à Martigny-les-Gerbonvaux, Soulosse-sous-Saint-Élophe, Maxey-sur-Meuse.
- Collèges à Colombey-les-Belles, Neufchâteau, Châtenois, Vaucouleurs
- Lycées à Neufchâteau

### Santé
Professionnels et établissements de santé :
- Médecins à Sauvigny, Coussey, Allamps, Colombey-les-Belles, Vicherey, Neufchâteau.
- Pharmacies à Coussey, Colombey-les-Belles, Vicherey, Neufchâteau, Blénod-lès-Toul, Châtenois.
- Hôpitaux à Neufchâteau, Dommartin-lès-Toul, Toul.

### Cultes
- Culte catholique, Paroisse Saint-Nicolas-Sainte-Jeanne-d'Arc[30], Diocèse de Saint-Dié.

## Économie

### Entreprises et commerces

#### Commerces
- Commerces et services de proximité[31].

## Culture locale et patrimoine

### Lieux et monuments

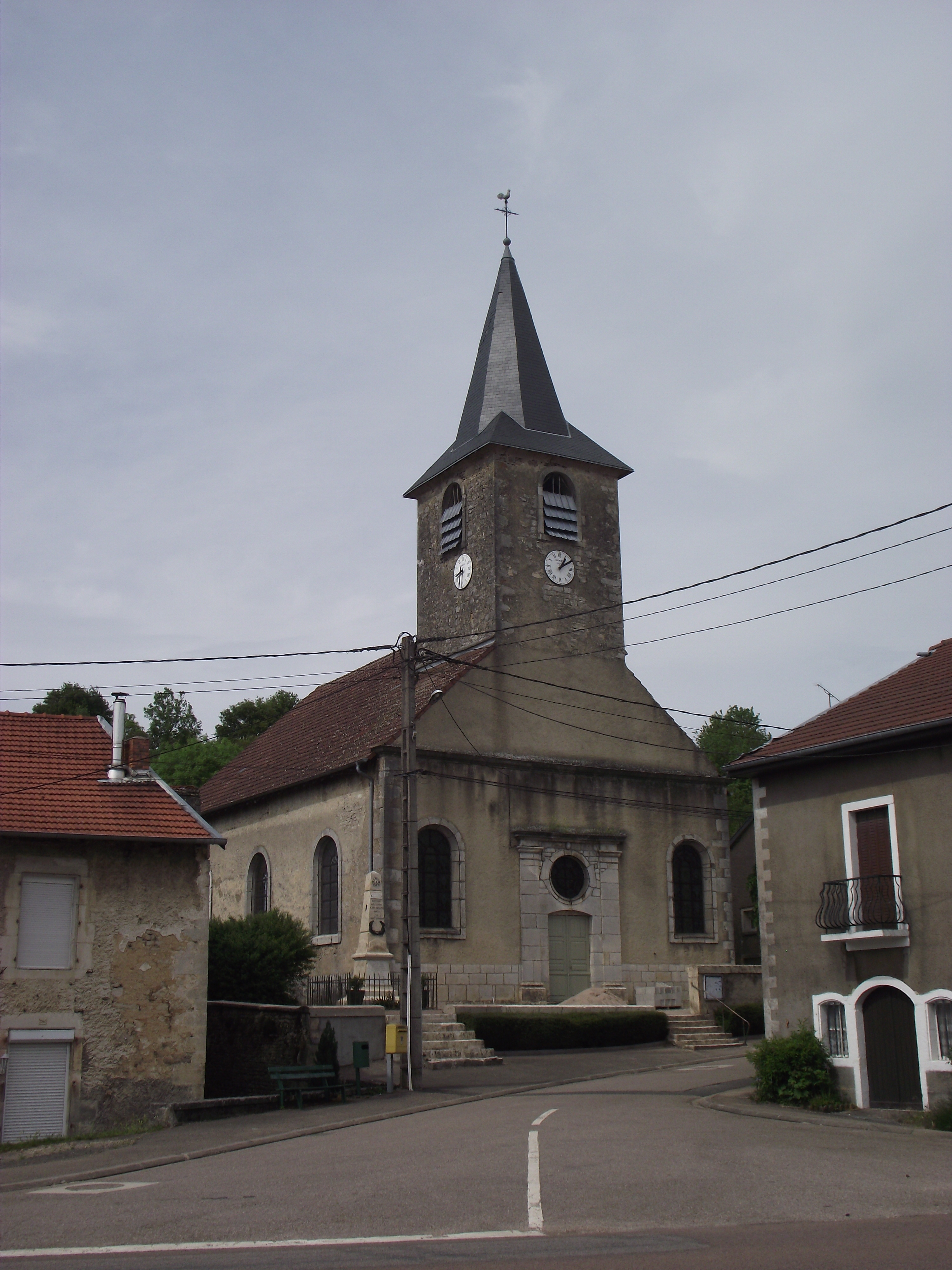
Église Saint-Léger.
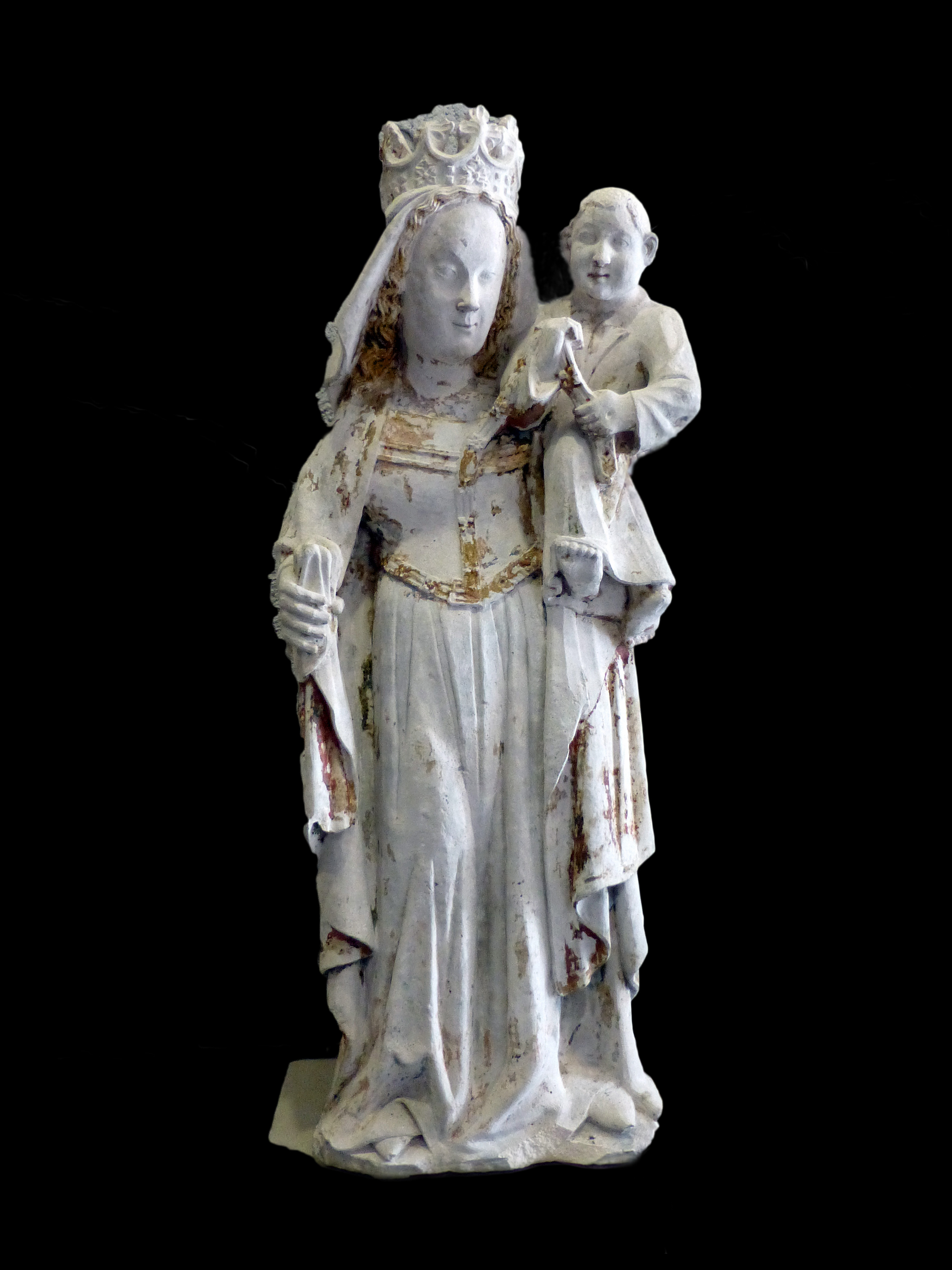
La Vierge et l'Enfant XVe siècle[32].
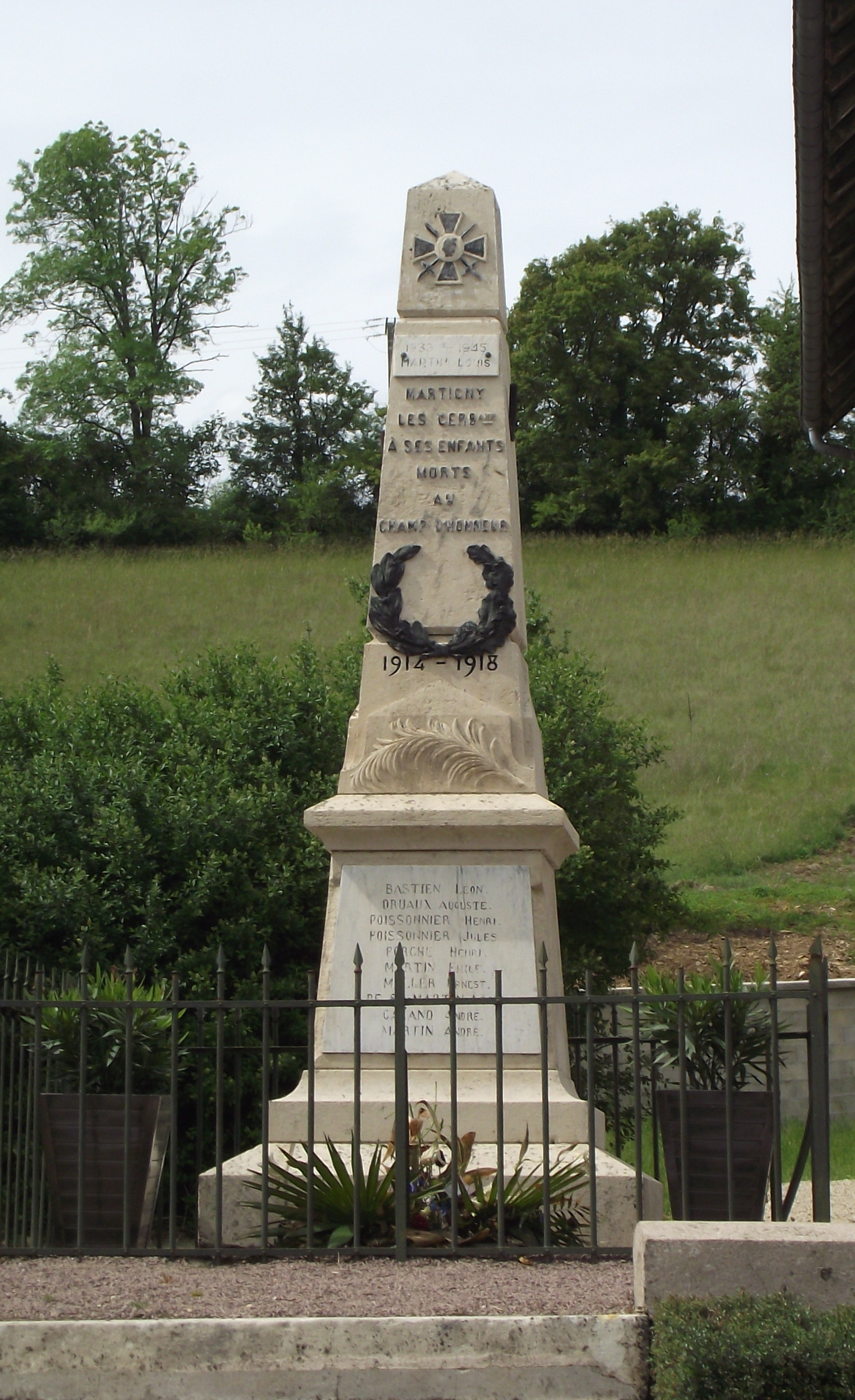
Martigny-les-Gerbonvaux à ses enfants morts au Champ d'Honneur.

- Église Saint-Léger[33].

Le clocher contient minimum 3 cloches :
* fondu par Perrin-Martin chantant le Fa3, Sol3 et le La3 avec un poids respectif approximatif de 500, 350 et 260 kg.
Patrimoine mobilier :
* statue Saint Jean-Baptiste.
* statue Saint Jean.
* statue (statuette-reliquaire) : Saint Léger.
* Statue Vierge à l'Enfant.
* bas-relief : Saint-Sacrement.
* retables des deux autels latéraux, statues : Vierge et Saint Léger.
* bancs de fidèles (bancs de la nef).
- L'hôpital de Gerbonvaux[20],[42]

La Vierge et l'Enfant. Hôpital de Gerbonvaux.
- Le monument aux morts[44],[45],[46].
- Calvaire marquant l’emplacement de l’ancienne église au sein du cimetière communal.
- Ancien terrain d'atterrissage de Martigny-les-Gerbonvaux[47].

### Personnalités liées à la commune
- Pierre Martellière, aviateur du Groupe de reconnaissance, sur Bloch MB.131[48].
- Médaillés de Sainte-Hélène[49].

### Héraldique
| Blason de Martigny-les-Gerbonvaux | Blason  | Parti: au 1 d'or à la bande de gueules chargée de trois alérions d'argent, au 2 de sinople à une épée basse d'argent garnie d'or et une crosse du même, passées en sautoir. |
| Blason de Martigny-les-Gerbonvaux | Détails | Confirmé par la Mairie. Auteur(s)J-F. Binon |

## Pour approfondir